# 강진 정수사 석가여래삼불좌상
강진 정수사 석가여래삼불좌상(康津 淨水寺 釋迦如來三佛坐像)은 대한민국 전라남도 강진군 대구면의 정수사에 있는 조선 시대의 불상이다. 2014년 12월 31일 대한민국의 보물 제1843호로 지정되었다.

## 개요
강진 정수사 석가여래삼불좌상은 목조좌대에 쓰여진 묵서를 통하여 향좌측의 소조불좌상이 조선시대 1561년에 조성되었고, 중앙과 향우측의 목조불좌상이 조선시대 1648년에 조성된 것임을 알 수 있다. 향좌측의 소조불좌상은 묵서에 따르면, 지금까지 밝혀지지 않은 조각승 태보(太宝)와 사담(思淡)에 의해 1561년에 조성되었다는 것을 알 수 있으며, 다시 1648년에 화원 승일(勝日) 등 7명의 조각승에 의해 중앙과 향우측의 불상이 조성될 때 다시 중수되었다는 것을 알 수 있다. 비록 석가여래삼불좌상 중 1존이 나머지 2존과 조성 시기가 다르다고 하더라도 이러한 조성 양상마저 당시 임진왜란과 정유재란 등 시대적인 상황을 반영하는 불상 조성 방식의 일면을 보여준다는 점에서 의미가 있다고 하겠다. 또한 향좌측의 소조불좌상이 일부 보수되긴 하였지만, 전체적으로 보존상태가 양호하여 조선시대 불교미술연구에 있어서 기준작이 된다는 점에서 가치가 크다.

## 같이 보기
- 정수사

## 참고 자료
- 강진 정수사 석가여래삼불좌상 - 국가유산청 국가유산포털